# Ernst Fuchs (okulista)
Ernst Fuchs (ur. 14 czerwca 1851 w Kritzendorfie, zm. 21 listopada 1930 w Wiedniu) – austriacki okulista, syn Adalberta Nikolausa Fuchsa.
W latach 1868–1874 odbył studia medyczne w Wiedniu, uzyskując doktorat z dyplomem lekarza medycyny, habilitował się na Uniwersytecie Wiedeńskim z okulistyki w 1881 roku. W latach 1881–1885 profesor na Uniwersytecie w Lüttich, następnie kierował II uniwersytecką kliniką okulistyczną w Wiedniu.
W 1887 razem z Heinrichem von Bambergerem założył czasopismo „Wiener Klinische Wochenschrift”.

## Wybrane prace
- Lehrbuch der Augenheilkunde, 1889
- Wie ein Augenarzt die Welt sah. Selbstbiographie und Tagebuchblätter, hg. v. Adalbert Fuchs, 1946